# Mariensäule (Gaukönigshofen)

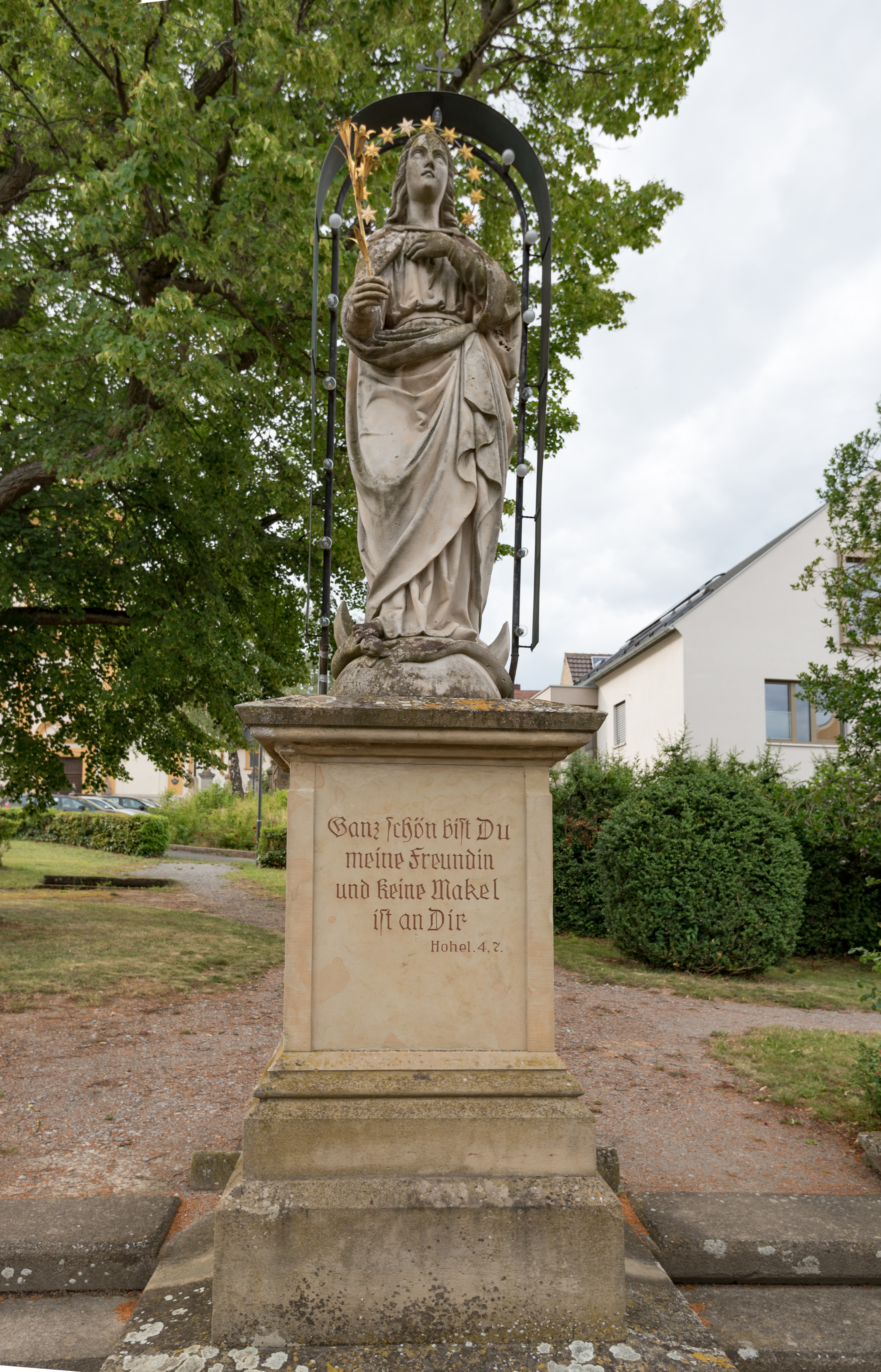
Mariensäule in Gaukönigshofen

Die Mariensäule in Gaukönigshofen, einer Gemeinde im unterfränkischen Landkreis Würzburg, wurde um 1860/70 errichtet. Die Mariensäule unterhalb der Kirche am Dorfplatz ist ein geschütztes Baudenkmal.
Die lebensgroße Madonnenfigur steht auf einem Sockel aus Sandstein. Maria, die in der rechten Hand das Lilienszepter hält, steht auf der Mondsichel und ihr Haupt mit Krone wird von einem Sternenkranz umgeben, entsprechend der Offenbarung des Johannes (Offb, 12,1–5 ).
Auf dem Sockel steht der Spruch „Ganz schön bist Du meine Freundin und kein Makel ist an Dir“ aus dem Hohelied 4,7, einem Salomo zugeschriebenen biblischen Bewunderungslied, in dem die Geliebte besungen wird. Vordergründig ist es die Beschreibung einer verehrten schönen Frau, die aber schon früh auf Maria gedeutet wurde, wie in dem Gebet Tota pulchra es Maria.